# Melchior Ernst Sachs
Johann Melchior Ernst Sachs (Mittelsinn, Baviera, 28 de febrer de 1843 - ?, 18 de maig de 1917) fou un compositor alemany.
Després d'haver-se dedicat durant un cert temps a l'ensenyança primària emprengué els estudis musicals, que va fer a Múnic, sent nomenat el 1871 professor d'harmonia de l'Escola de Música de la capital bavaresa, en la que fundà, a més, l'Associació d'Artistes i un cor d'homes. També va ser director de la Tonkünstler Verein de la capital bavaresa i un dels més entusiastes adeptes del sistema cromàtic.
Entre les seves obres principals hi figuren una simfonia; la balada per a cors i orquestra Ds Tal des Espingo; Vater unser, per a cors i orquestra; l'oratori Kains Schuld Sühne (Múnic, 1912), així com l'òpera Palestrina.
A més, se li deu l'obra Die Klangerscheinung als Ober-and Untertonbildung (Múnic, 1910).